# Amt Niederaula
Das Amt Niederaula war ein vom 14. Jahrhundert bis 1821 bestehender Verwaltungs- und Gerichtsbezirk der Abtei Hersfeld, der Landgrafschaft Hessen-Kassel und des Kurfürstentums Hessen mit Sitz in Niederaula.

## Geschichte
Rund um die Villikation Oulaho (Niederaula) verfügte die Abtei Hersfeld über einen großen Waldbesitz in einem Umkreis von 4,4 km. Daraus entstand im Rahmen der Territorialisierung das Amt Niederaula, welches das größte und reichste Amt der Abtei Hersfeld war. 1384 wurde das Amt erstmals urkundlich erwähnt. Oberaula ist seit 1182 als Mittelpunkt eines Hochgerichtsbezirks nachweisbar. Das Hochgericht nahm auch die hohe Gerichtsbarkeit für das Amt Hersfeld war.
Als Folge der Vitalisnacht 1378 ging Niederaula in den Besitz des hessischen Landgrafen über, aber 1434 übertrug Ludwig I. von Hessen (1402–1458) Niederaula wieder dem Abt von Hersfeld.
1648 wurde die Abtei Hersfeld aufgrund des Westfälischen Friedens aufgelöst und als Fürstentum Hersfeld Teil der Landgrafschaft Hessen-Kassel. Damit war das Amt Niederaula hessisch geworden. Es umfasste zu diesem Zeitpunkt Schloss Hattenbach, Reckerode, Reimboldshausen, Goßmannsrode, Kirchheim, Heddersdorf, Frielingen, Gersdorf, Willingshain, Allendorf in der Wüste, Ambirterode (Wüstung), Heiligenborn (Wüstung), Keudelbach (Wüstung), Gundeshausen (Wüstung), Niederjossa und den Scheidhof.
Schloss Hattenbach wurde im 16. Jahrhundert zeitweise auch selbst als Amtssitz genannt. In Hessen wurde das Amt Niederaula und das Gericht Hattenbach jedoch gemeinsam verwaltet.
1806 wurde im Rahmen der Bildung des Rheinbundes die Landgrafschaft Hessen-Kassel aufgelöst und das Amtsgebiet fiel an das Königreich Westphalen. Dort entstand der Kanton Niederaula. Nach dem Ende des Königreichs Westphalen wurde das Kurfürstentum Hessen wieder geschaffen und das Amt Niederaula entstand neu. Es bestand nun aus Niederaula, Allendorf, Asbach, Beiershausen, Frielingen, Gersdorf, Gershausen, Goßmannsrode, Heddersdorf, Kemmerode, Kerspenhausen, Kirchheim, Kleba, Mengshausen , Niederjossa, Reckerode, Reimboldshausen, Rotterode, Solms, Willingshain und Schloss Hattenbach.
1821/22 wurde in Kurhessen die Trennung der Rechtsprechung von der Verwaltung eingeführt. Die Verwaltungsaufgaben gingen an den Kreis Hersfeld, die Rechtsprechung an das Justizamt Niederaula und in zweiter Instanz an das Landgericht Hersfeld. Das Amt selbst wurde aufgelöst.

## Der Amtshof

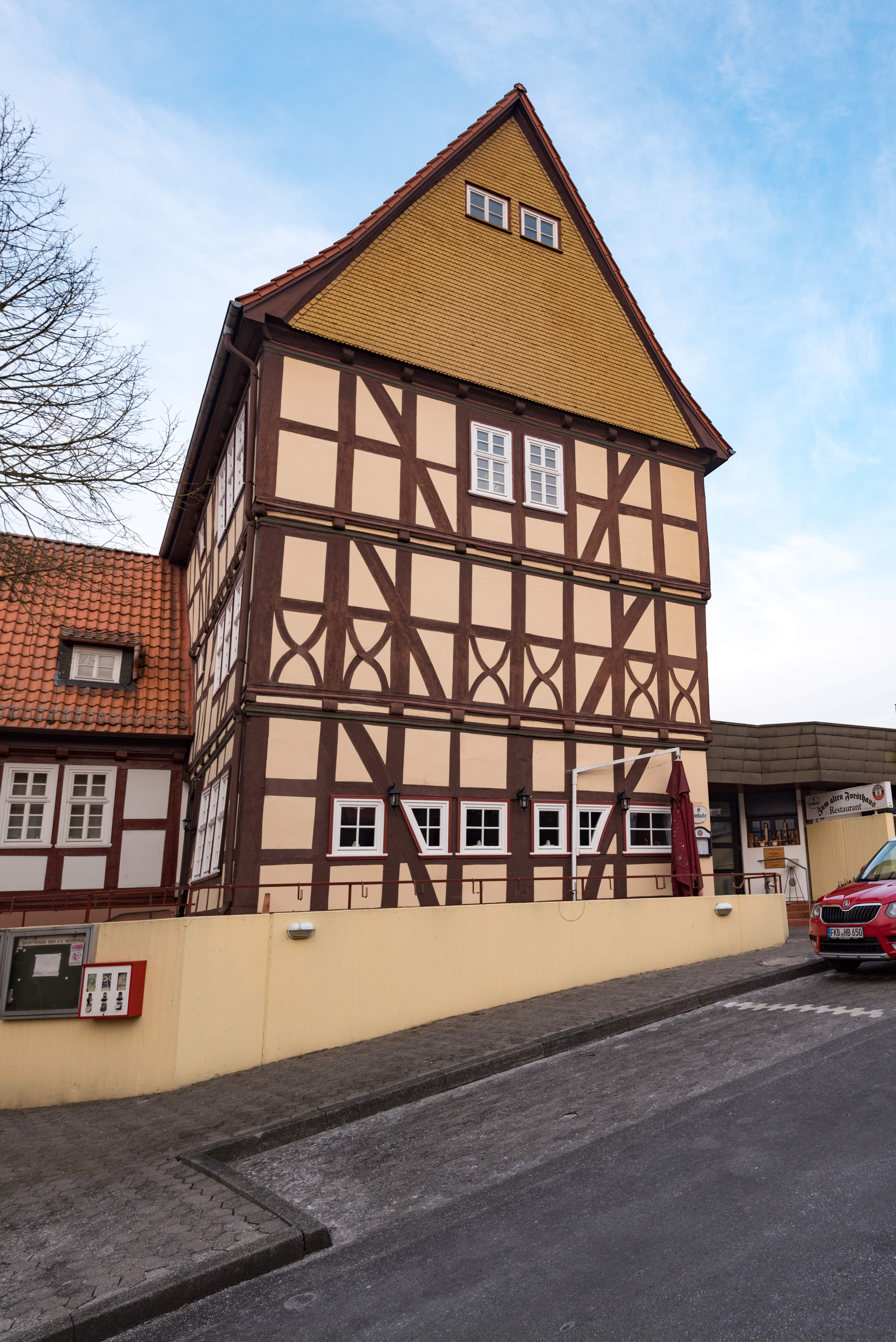
Hauptgebäude des Amtshofs

Der Amtshof des Hersfelder Stiftes in Niederaula war eine repräsentative Anlage mit heutiger Adresse Hauptstraße 13–17. Das 1534 errichtet Hauptgebäude bestand aus zwei Fachwerkgeschossen über einem massiven Untergeschoss. Es steht als Kulturdenkmal unter Denkmalschutz. In den Jahren bis 1980 erfolgte eine Sanierung der Anlage. In diesem Zusammenhang wurde die 1584 erbaute Renterei abgerissen. Auf dem Gelände wurde stattdessen die Filiale der Sparkasse Bad Hersfeld-Rotenburg erbaut.